# Coutures, Dordogne
Coutures (tiếng Occitan là Coturas) là một xã của Pháp, nằm ở tỉnh Dordogne trong vùng Aquitaine của Pháp.
Coutures có diện tích 8,53 km2, dân số năm 2006 là 191 người.

## Hành chính
| Danh sách các xã trưởng                |             |                |      |              |
| Giai đoạn                              | Giai đoạn   | Tên            | Đảng | Tư cách      |
| tháng 3 năm 2001                       | đương nhiệm | Didier Bazinet | PS   | tổng ủy viên |
| Tất cả các dữ liệu trước đây không rõ. |             |                |      |              |

## Thông tin nhân khẩu
| Năm    | 1962 | 1968 | 1975 | 1982 | 1990 | 1999 | 2006 |
| ------ | ---- | ---- | ---- | ---- | ---- | ---- | ---- |
| Dân số | 218  | 194  | 153  | 159  | 175  | 174  | 191  |